# Vattenfall gegen Bundesrepublik Deutschland
Vattenfall gegen Bundesrepublik Deutschland bezeichnet zwei separate Rechtsstreitigkeiten des Energiekonzerns Vattenfall gegen die Bundesrepublik Deutschland vor Schiedsgerichten nach den Regeln des Internationalen Zentrums zur Beilegung von Investitionsstreitigkeiten (ICSID).

## Klage wegen Umweltauflagen beim Bau des Kohlekraftwerks Hamburg-Moorburg
Im April 2006 beantragte Vattenfall eine Genehmigung für den Betrieb eines Kohlekraftwerks in Hamburg-Moorburg nach dem Bundesimmissionsschutzgesetz und dem Wasserhaushaltsgesetz. 2007 erteilte die Umweltbehörde eine vorläufige Genehmigung und kündigte an, zügig auch die endgültige Genehmigung zu erteilen. Nach der Bürgerschaftswahl in Hamburg 2008 erteilte die Umweltbehörde, die nun in die Zuständigkeit der grünen Umweltsenatorin Anja Hajduk fiel, die endgültige Genehmigung unter wasserrechtlichen Auflagen, insbesondere zur Entnahme und Wiedereinleitung von Flusswasser zu Kühlungszwecken.
Vattenfall suchte daraufhin verwaltungsgerichtlichen Rechtsschutz, initiierte aber im April 2009 außerdem ein Investitionsschiedsverfahren auf Basis des Energiecharta-Vertrags. Während sich Hamburg auf die Einhaltung der EU-Wasserrahmenrichtlinie berief, berief sich der Konzern darauf, die zusätzlichen Auflagen würden eine Verletzung des Fair and Equitable Treatment-Grundsatzes und eine indirekte Enteignung darstellen.
Das Schiedsverfahren wurde im März 2011 durch einen als Schiedsspruch mit vereinbartem Wortlaut festgehaltenen Vergleich beendet. Das Verfahren ist demnach eingestellt, soweit ein bereits im September 2008 vor dem OVG Hamburg geschlossener Prozessvergleich bis zum 31. März 2011 umgesetzt wird. Der Vergleich stellt Vattenfall durch die Aufhebung einiger wasserrechtlicher Auflagen besser als die ursprüngliche Genehmigung. Schadensersatz wurde nicht zugestanden, Vattenfall und die Bundesrepublik Deutschland tragen jeweils ihre eigenen Kosten, während beide Parteien die Kosten für das Schiedsgericht jeweils zur Hälfte tragen.

## Klage wegen des Atomausstiegsgesetzes

### Hintergrund und Prozessverlauf
Nach der Nuklearkatastrophe von Fukushima beschloss der Bundestag im Juni 2011 die 13. Novelle des Atomgesetzes. Danach erlosch für die ältesten Kraftwerke die Genehmigung, darunter auch für die von Vattenfall betriebenen Kraftwerke Brunsbüttel und Krümmel. Für alle anderen Kraftwerke, darunter das Atomkraftwerk Brokdorf, an dem Vattenfall beteiligt ist, wurden bis 2022 gestaffelte Laufzeitbegrenzungen festgelegt. Dagegen erhoben im Sommer 2012 E.ON, RWE und Vattenfall Verfassungsbeschwerde.
Bereits im Mai 2012 initiierte Vattenfall parallel ein Schiedsverfahren, wiederum vor einem ICSID-Tribunal nach dem Energiecharta-Vertrag. Das Tribunal ist seit Dezember 2012 konstituiert.
Kläger sind folgende Gesellschaften: Kernkraftwerk Brunsbüttel GmbH & Co. oHG (German), Kernkraftwerk Krümmel GmbH (German), Vattenfall AB (Swedish), Vattenfall Europe Nuclear Energy GmbH (German), Vattenfall GMBH (German), vertreten durch die Kanzleien Mannheimer Swartling, Stockholm und Luther, Hamburg. Beklagt ist die Bundesrepublik Deutschland, vertreten durch die Kanzlei McDermott, Will & Emery, Frankfurt. Als Schiedsrichter benannt wurden Charles N. Brower (US-Staatsbürger, benannt durch Vattenfall), Vaughan Lowe (Brite, benannt von der Bundesregierung) und Albert Jan van den Berg (Niederländer, benannt als Vorsitzender). Der Streitwert des Verfahrens beträgt 4,7 Milliarden Euro. Dazu kommen Zinsen von 4 Prozentpunkten über dem LIBOR-Referenzzinssatz, was momentan etwa 190 Mio. Euro im Jahr entspricht. Zwischenzeitlich ist ein Antrag der Bundesrepublik gescheitert, die Klage als offensichtlich unbegründet abzuweisen. Im September 2015 wurde bekannt, dass die EU-Kommission einen amicus-curiae-Schriftsatz zur europarechtlichen Zulässigkeit der Schiedsklage einreichen wird.
In der Zeit vom 10. bis 21. Oktober 2016 fanden die ersten mündlichen Verhandlung in Washington unter Ausschluss der Öffentlichkeit statt. Das Schiedsgericht hat den Parteien danach die Möglichkeit für weitere Stellungnahmen bis zum 1. Mai 2017 eingeräumt.

### Ursprüngliche Vertraulichkeit des Verfahrens
Die Vertraulichkeit des Verfahrens folge nach Angaben der Bundesregierung aus den anwendbaren ICSID-Schiedsregeln. Ob die Regeln tatsächlich auch die Parteien des Verfahrens zur Vertraulichkeit verpflichten, wird in der rechtswissenschaftlichen Literatur bezweifelt. Später berief sich die Bundesregierung auch darauf, sie dürfe keine Betriebs- und Geschäftsgeheimnisse Vattenfalls öffentlich machen. Abgeordneten des Bundestags stellt die Bundesregierung Informationen zum Verfahrensstand in der Geheimschutzstelle des Deutschen Bundestages zur Verfügung. Da die Berichte als Verschlusssache eingestuft sind, dürfen keine Informationen daraus weitergegeben werden.
Das Schiedsgericht hat in der ersten Verhandlung im Oktober 2016 gemäß der Übereinkunft beider Parteien entschieden, die Verhandlung öffentlich zu machen – unter Wahrung vertraulicher oder anderweitig geschützter Informationen. Ein Video der englischsprachigen Verhandlung wurde im Internet per Videostream übertragen. Die Eingangs- und Schlussplädoyers der ersten Verhandlung sind als Video (insg. 16 Std.) im Internet zugänglich.

### Materielle Rechtsfragen
Da die Dokumente des Verfahrens nicht öffentlich sind, ist auch nicht bekannt, auf welche Vorschriften des Energiecharta-Vertrags Vattenfall sich beruft. Vermutet wird, dass Vattenfall seine Klage wie schon im Verfahren zum Kohlekraftwerk Moorburg mit dem Fair and Equitable Treatment-Standard und der Entschädigungspflicht bei indirekten Enteignungen nach Art. 10 Abs. 1 und Art. 13 des Energiecharta-Vertrags begründet.

### Kosten
Bis zum Abschluss des Verfahrens rechnet die Bundesregierung mit Gesamtkosten für Schiedsgericht, Rechtsberater und sonstige Dienstleistungen von etwa 9 Millionen Euro. Dazu kommen Personalkosten für sechs im Wirtschaftsministerium für das Verfahren abgestellte Mitarbeiter von jährlich 515.000 Euro.

### Abschluss durch Vergleich
Das Bundesverfassungsgericht entschied im September 2020 nach einer Klage von Vattenfall, dass die Neuregelung 2011 „den Verstoß gegen das Eigentumsgrundrecht […] nicht beheben [könnte]“. Es verpflichtete den Gesetzgeber erneut zu einer „alsbaldigen Neuregelung“. Daraufhin hat die Bundesregierung in außergerichtlichen Verhandlungen mit den Konzernen im März 2021 einem Schadenersatz zugestimmt, der insbesondere Zahlungen von 1,425 Mrd. Euro an Vattenfall und 880 Mio. Euro an RWE vorsieht. Die offenen Verfahren sind damit beendet. Die Gremien der Konzerne und der Bundestag stimmten im Juni 2021 zu. Das Schiedsgericht hat das Schiedsverfahren am 9. November 2021 förmlich beendet.